# Esgrima nos Jogos Olímpicos de Verão de 2012 - Espada por equipes feminino
A prova de espada por equipes feminino da esgrima nos Jogos Olímpicos de Verão de 2012 foi realizada no dia 4 de agosto no ExCeL.
A China, formada por Li Na, Luo Xiaojuan, Sun Yujie e Xu Anqi, ganhou a medalha de ouro ao derrotar a equipe da Coreia do Sul.

## Calendário
Horário local (UTC+1)
| Dia         | Horário | Fase                                |
| ----------- | ------- | ----------------------------------- |
| 4 de agosto | 10:30   | Quartas-de-final                    |
| 4 de agosto | 12:00   | Classificação 5–8                   |
| 4 de agosto | 13:30   | Semifinal                           |
| 4 de agosto | 15:00   | Classificação 5–6 Classificação 7–8 |
| 4 de agosto | 18:00   | Disputa pelo bronze                 |
| 4 de agosto | 19:15   | Final                               |

## Medalhistas
|  | CHN China                            |  | KOR Coreia do Sul                                    |  | USA Estados Unidos                                        |
|  | Li Na Luo Xiaojuan Sun Yujie Xu Anqi |  | Shin A-lam Jung Hyo-jung Choi In-jeong Choi Eun-sook |  | Maya Lawrence Courtney Hurley Kelley Hurley Susie Scanlan |

## Resultados

### Finais
|  | Quartas-de-final | Quartas-de-final   | Quartas-de-final |                    |    | Semifinal         | Semifinal | Semifinal |                         |                | Final          | Final             | Final |
|  |                  |                    |                  |                    |    |                   |           |           |                         |                |                |                   |       |
|  | 1                | ROU Romênia        | 38               |                    |    |                   |           |           |                         |                |                |                   |       |
|  | 8                | KOR Coreia do Sul  | 45               |                    |    |                   |           |           |                         |                |                |                   |       |
|  | 8                | KOR Coreia do Sul  | 45               |                    | 8  | KOR Coreia do Sul | 45        |           |                         |                |                |                   |       |
|  |                  |                    |                  |                    | 8  | KOR Coreia do Sul | 45        |           |                         |                |                |                   |       |
|  |                  |                    | 5                | USA Estados Unidos | 36 |                   |           |           |                         |                |                |                   |       |
|  | 5                | USA Estados Unidos | 5                | USA Estados Unidos | 36 | 45                |           |           |                         |                |                |                   |       |
|  | 5                | USA Estados Unidos |                  |                    |    | 45                |           |           |                         |                |                |                   |       |
|  | 4                | ITA Itália         | 35               |                    |    |                   |           |           |                         |                |                |                   |       |
|  |                  |                    |                  |                    |    |                   |           |           |                         |                | 8              | KOR Coreia do Sul | 25    |
|  |                  |                    | 3                | CHN China          | 39 |                   |           |           |                         |                |                |                   |       |
|  | 3                | CHN China          | 45               |                    |    |                   |           |           |                         |                |                |                   |       |
|  | 6                | GER Alemanha       | 42               |                    |    |                   |           |           |                         |                |                |                   |       |
|  | 6                | GER Alemanha       | 42               |                    | 3  | CHN China (OT)    | 20        |           | Terceiro lugar          | Terceiro lugar | Terceiro lugar | Terceiro lugar    |       |
|  |                  |                    |                  |                    | 3  | CHN China (OT)    | 20        |           | Terceiro lugar          | Terceiro lugar | Terceiro lugar | Terceiro lugar    |       |
|  |                  |                    | 2                | RUS Rússia         | 19 |                   |           |           |                         |                |                |                   |       |
|  | 7                | UKR Ucrânia        | 2                | RUS Rússia         | 19 | 34                |           | 5         | USA Estados Unidos (OT) | 31             |                |                   |       |
|  | 7                | UKR Ucrânia        |                  |                    |    | 34                |           | 5         | USA Estados Unidos (OT) | 31             |                |                   |       |
|  | 2                | RUS Rússia         | 45               |                    |    |                   |           |           |                         |                | 2              | RUS Rússia        | 30    |

### Classificação 5º–8º
|  | Classificação 5–8 |                   |                   |  |   |                   |                   |                   |
|  | 1                 | ROU Romênia       | 45                |  |   |                   |                   |                   |
|  | 4                 | ITA Itália        | 38                |  |   | Classificação 5–6 | Classificação 5–6 | Classificação 5–6 |
|  |                   |                   |                   |  |   | 1                 | ROU Romênia       | 36                |
|  | Classificação 5–8 | Classificação 5–8 | Classificação 5–8 |  | 6 | GER Alemanha      | 45                |                   |
|  | 6                 | GER Alemanha      | 45                |  |   |                   |                   |                   |
|  | 7                 | UKR Ucrânia       | 36                |  |   | Classificação 7–8 | Classificação 7–8 | Classificação 7–8 |
|  |                   |                   |                   |  |   | 4                 | ITA Itália        | 45                |
|  |                   |                   |                   |  |   | 7                 | UKR Ucrânia       | 40                |

## Classificação final

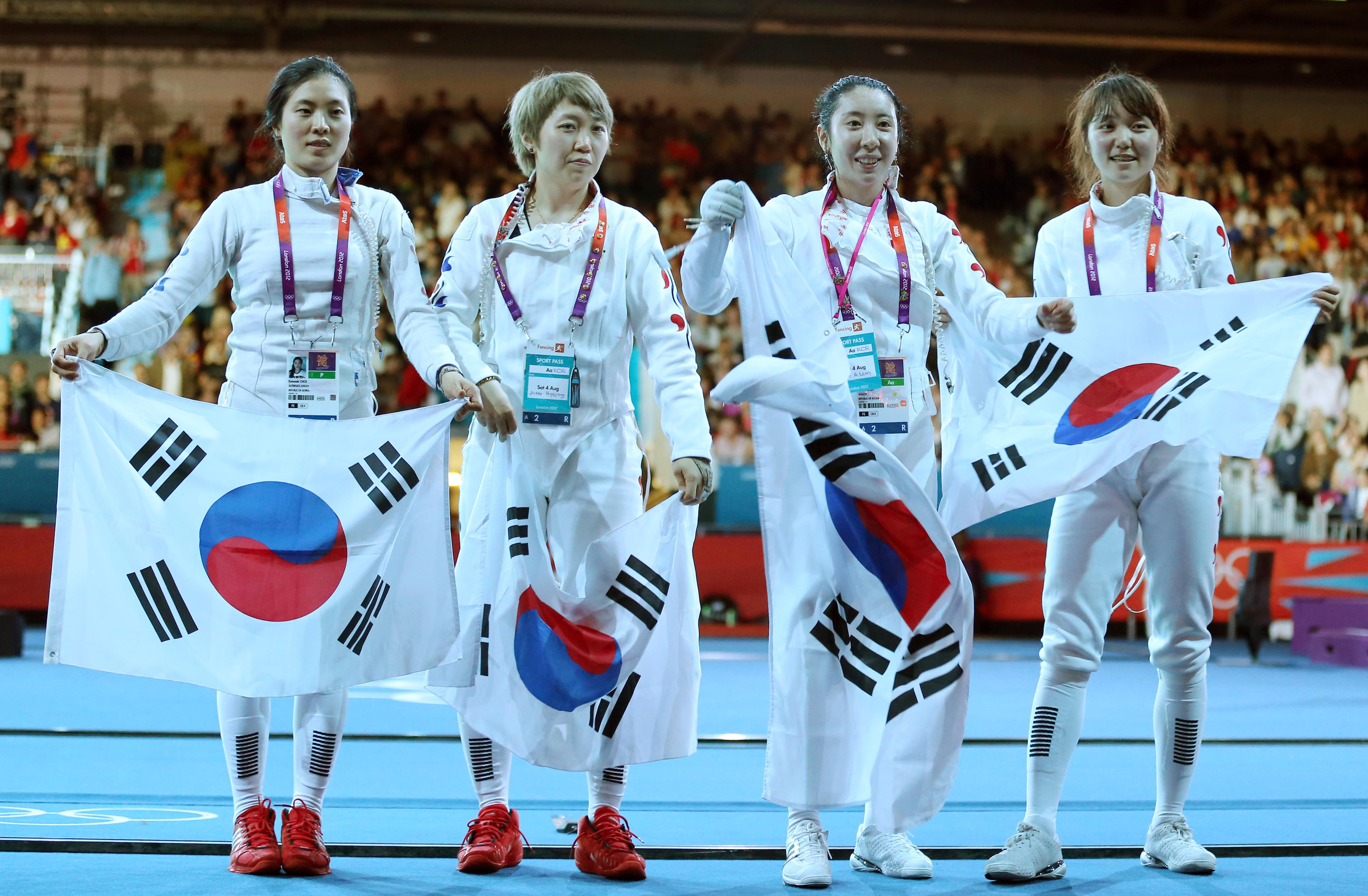
Sul-coreanas comemoram a conquista da medalha de prata.

| Pos.              | CON                | Equipe                                                                   |
| ----------------- | ------------------ | ------------------------------------------------------------------------ |
| Medalha de ouro   | CHN China          | Li Na Luo Xiaojuan Sun Yujie Xu Anqi                                     |
| Medalha de prata  | KOR Coreia do Sul  | Choi In-jeong Jung Hyo-jung Shin A-lam Choi Eun-sook                     |
| Medalha de bronze | USA Estados Unidos | Courtney Hurley Maya Lawrence Susie Scanlan Kelley Hurley                |
| 4                 | RUS Rússia         | Violetta Kolobova Lyubov Shutova Anna Sivkova Tatiana Logunova           |
| 5                 | GER Alemanha       | Imke Duplitzer Britta Heidemann Monika Sozanska                          |
| 6                 | ROU Romênia        | Ana Maria Brânză Simona Gherman Anca Măroiu Loredana Dinu                |
| 7                 | ITA Itália         | Bianca Del Carretto Rossella Fiamingo Mara Navarria Nathalie Moellhausen |
| 8                 | UKR Ucrânia        | Olena Kryvytska Kseniya Pantelyeyeva Yana Shemyakina Anfisa Pochkalova   |